# Brodec (Gostivar)
Brodec (makedonsky: Бродец, albánsky: Va) je vysídlená vesnice v Severní Makedonii. Nachází se v opštině Gostivar v Položském regionu. 

## Historie
Podle statistiky Vasila Kančova z roku 1900 žilo ve vesnici 360 pravoslavných a 150 muslimských Albánců. 
V roce 1905 podle statistiky Dimitara Brancoffa žilo ve vesnici 450 Albánců a byla zde bulharská škola.  

## Demografie
Podle sčítání lidu v roce 2021 ve vesnici nikdo nežije, v roce 2002 zde žilo ještě 7 posledních obyvatel.
| Rok          | 1900 | 1905 | 1948 | 1953 | 1961 | 1971 | 1981 | 1991 | 1994 | 2002 | 2021 |
| ------------ | ---- | ---- | ---- | ---- | ---- | ---- | ---- | ---- | ---- | ---- | ---- |
| Obyvatelstvo | 510  | 450  | 120  | 171  | 182  | 119  | 70   | 26   | 8    | 7    | 0    |

## Externí odkazy

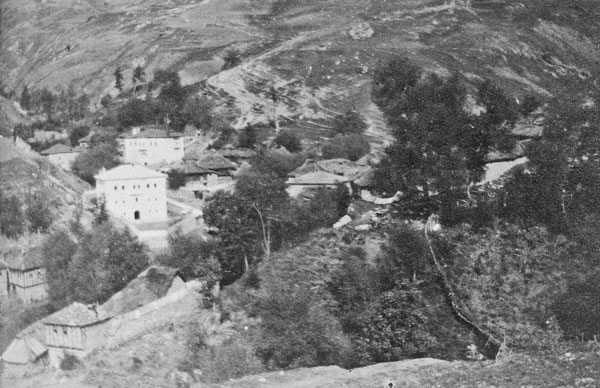
Brodec v roce 1907
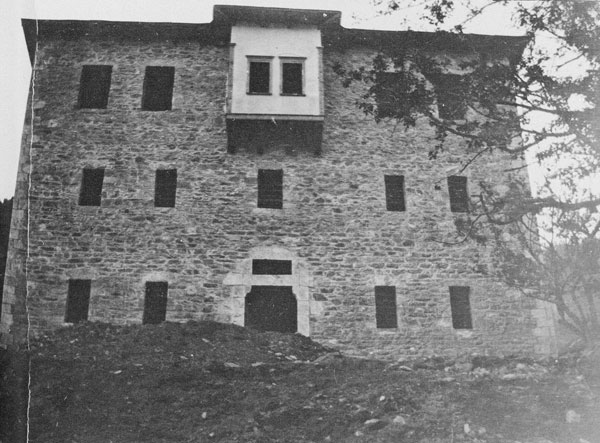
Dům v obci (1907)
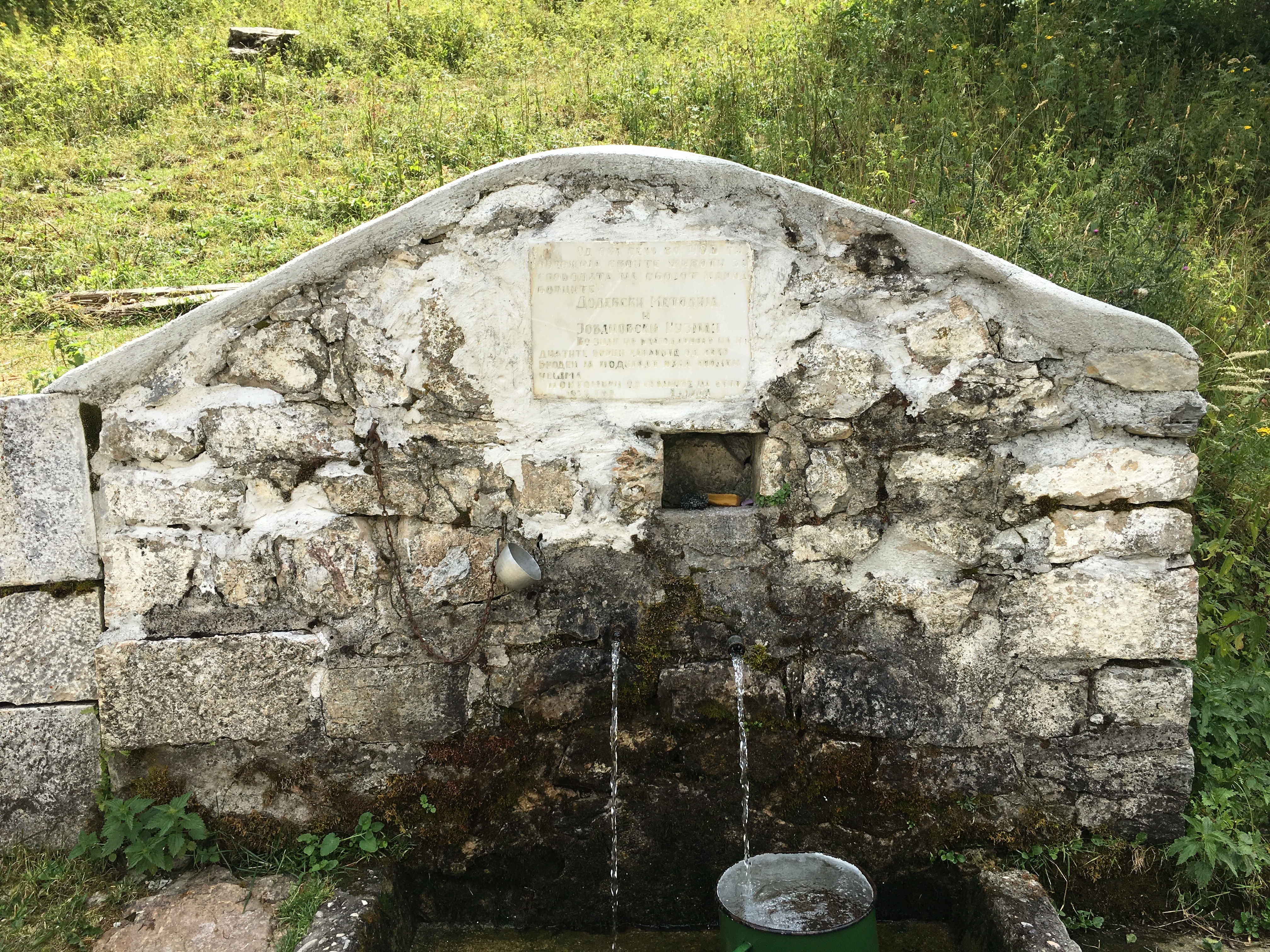
Vesnický kohoutek s vodou
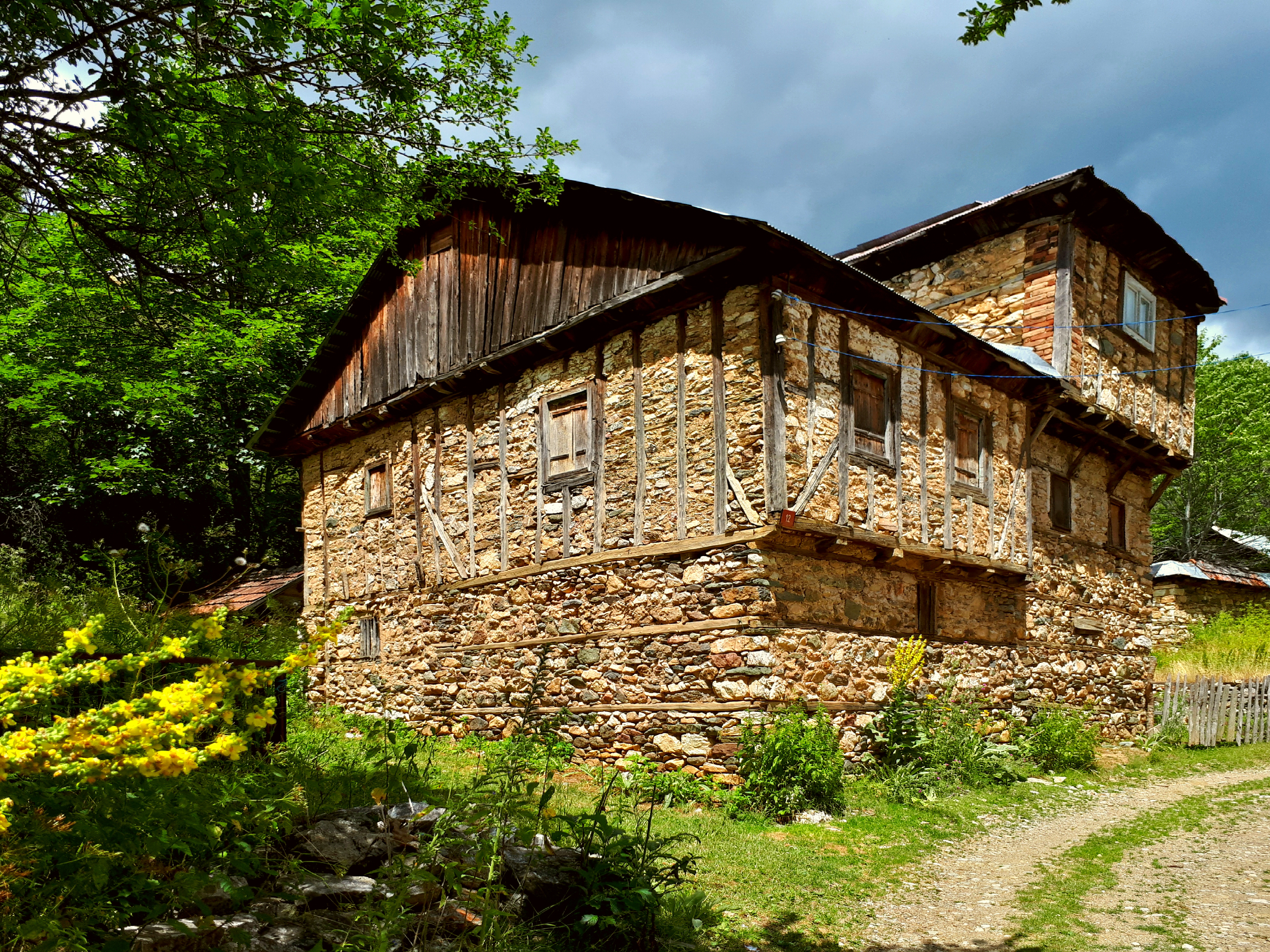
Tradiční architektura
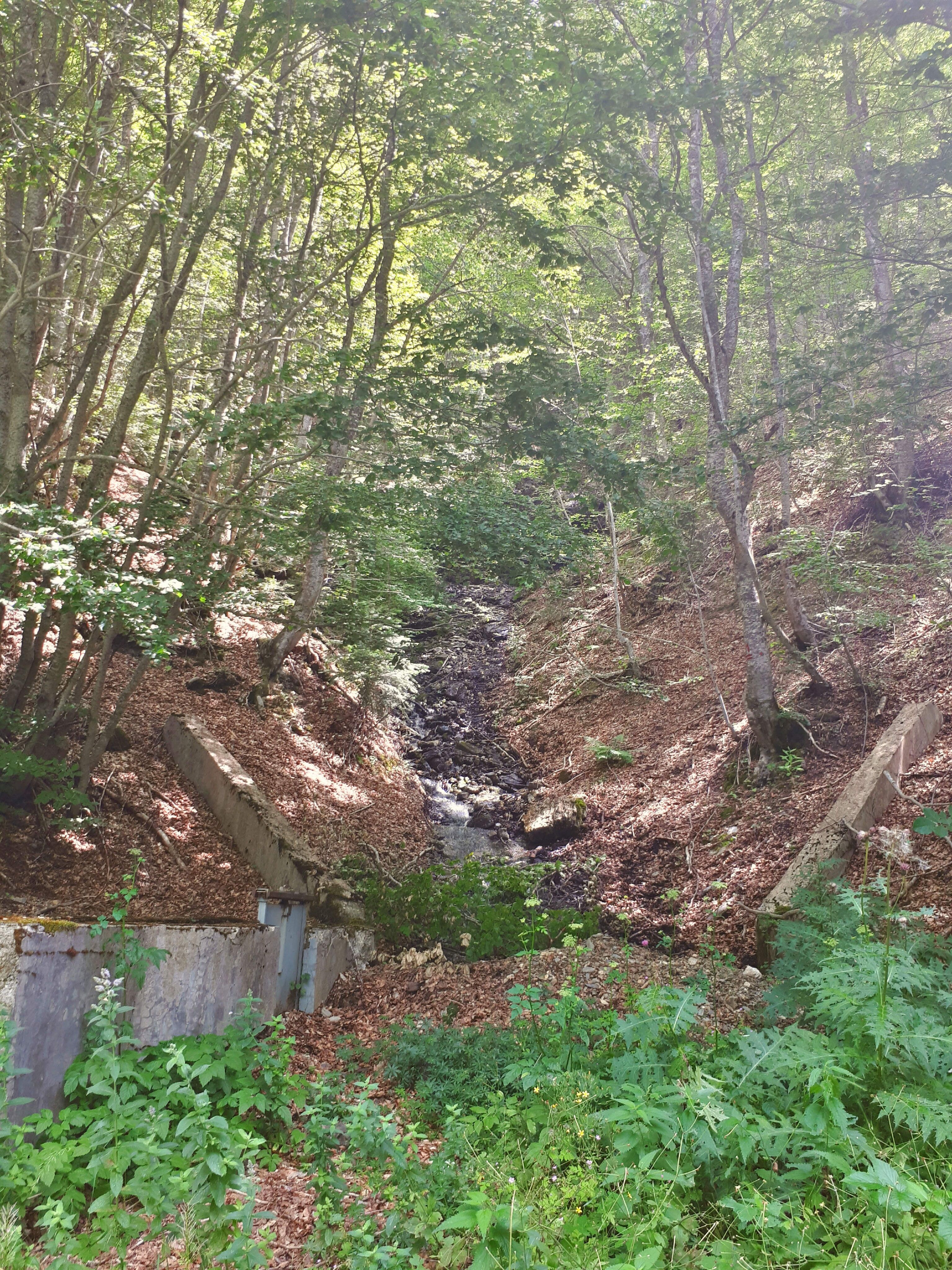
Cesta nad vodním tunelem
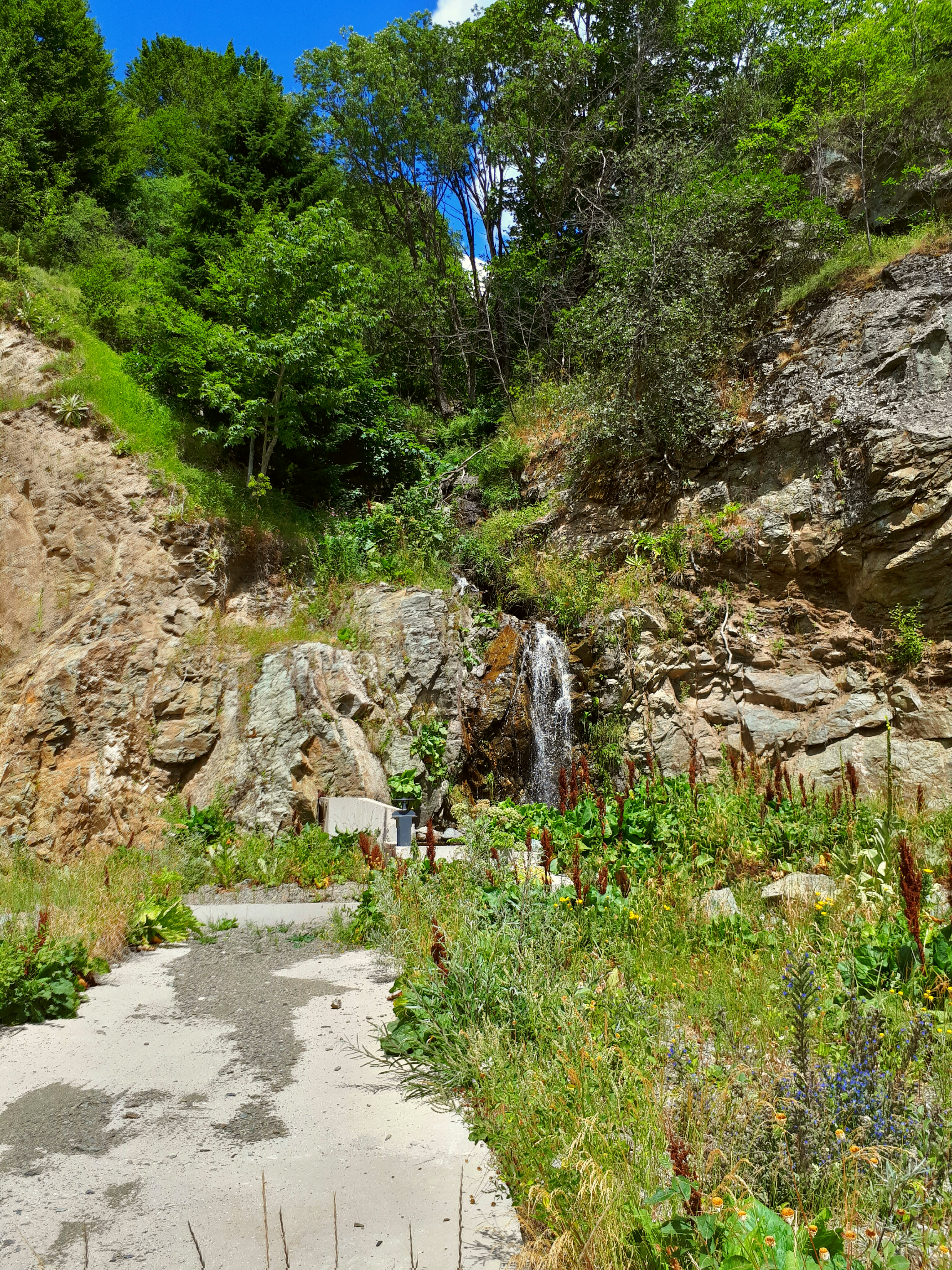
Vodopád za vesnicí